# マリタイムプラザ高松
マリタイムプラザ高松（マリタイムプラザたかまつ）は、香川県高松市サンポートの高松シンボルタワー内に所在するショッピングモール。

## 概要
高松シンボルタワーのタワー棟の1階と2階のショールーム、29階と30階に入居する展望レストラン、およびホール棟の1 - 3階のショッピング・レストランゾーンで構成される。

### ギャラリー

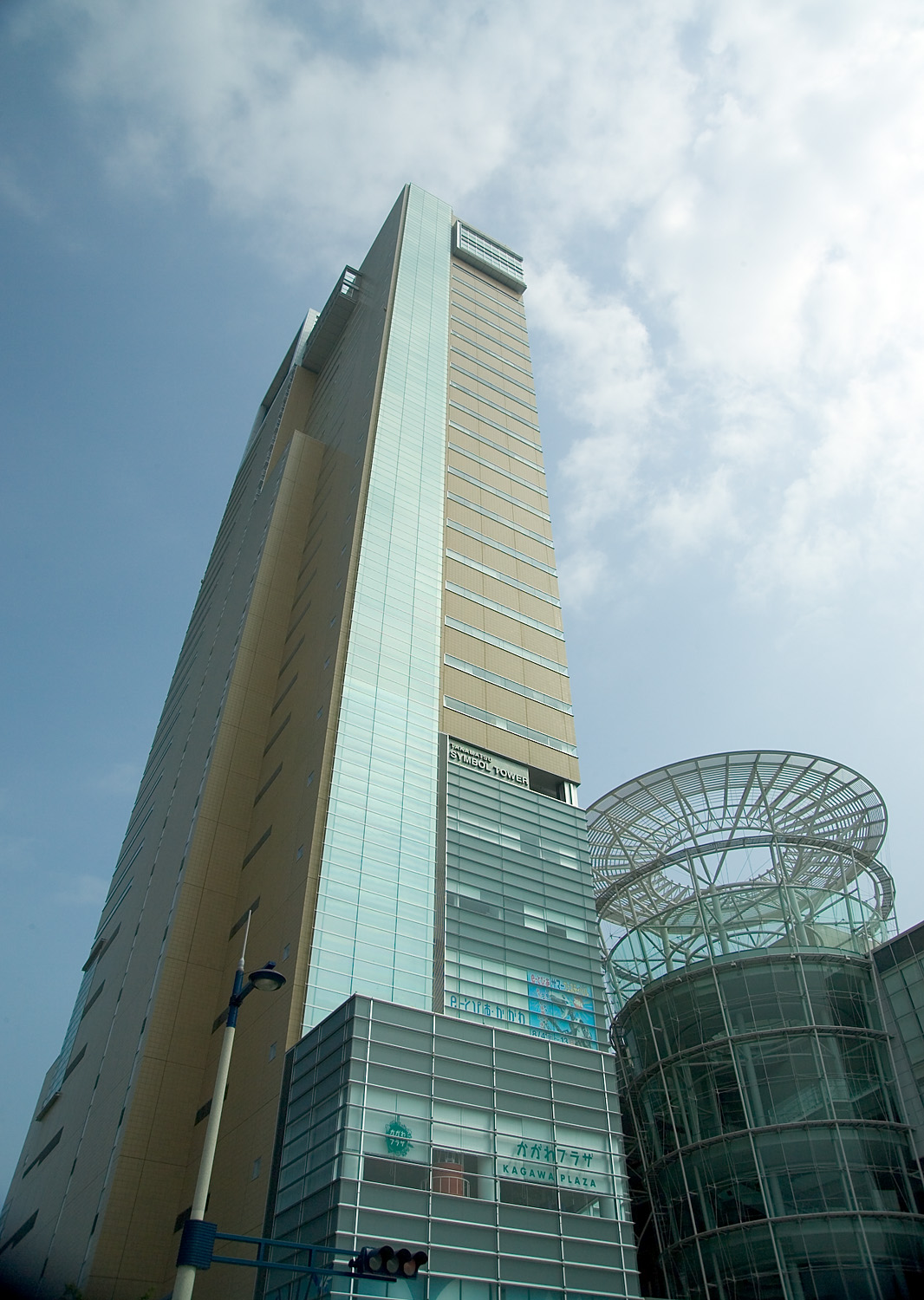
高松シンボルタワー外観
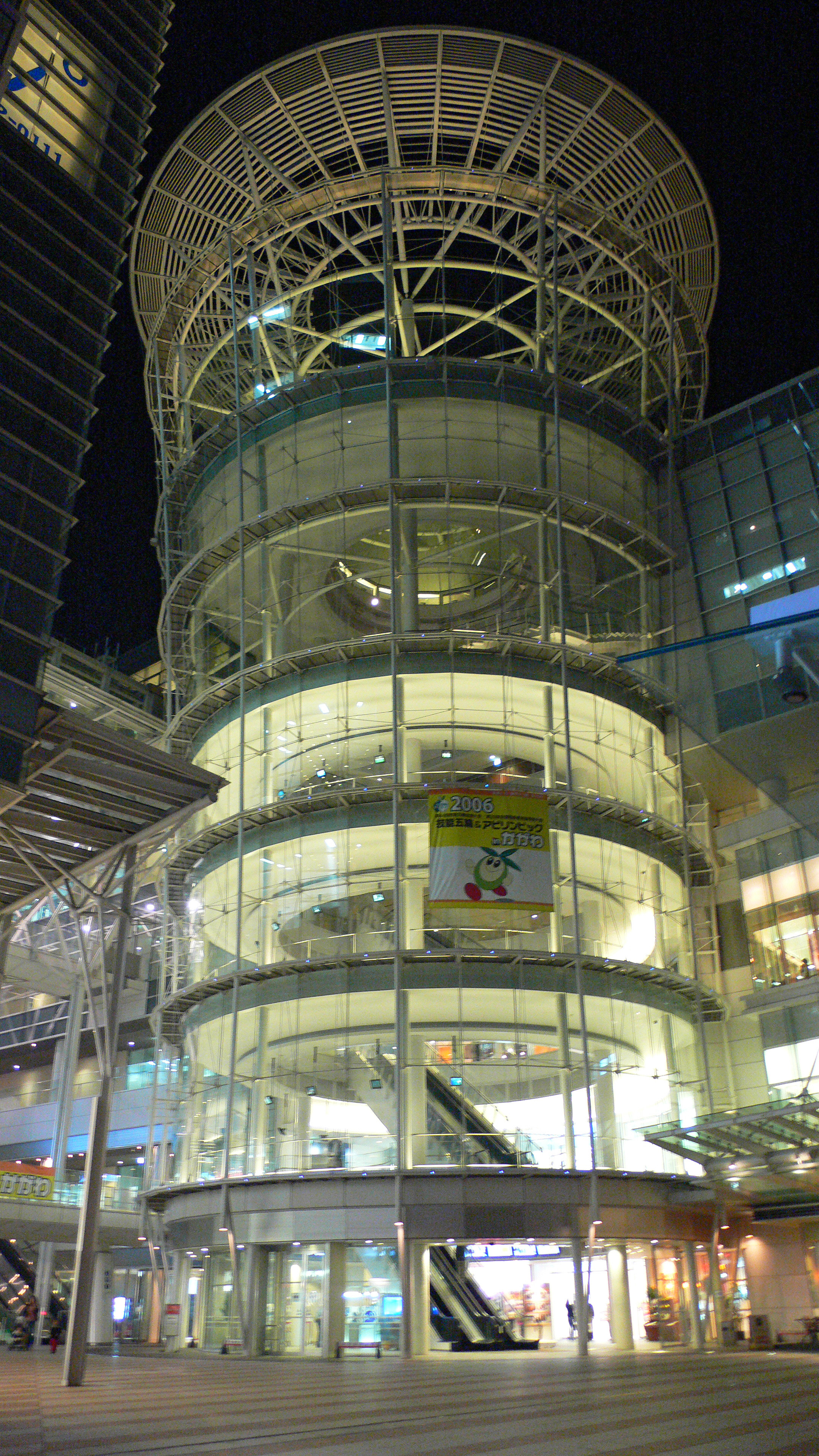
夜はライトアップされる
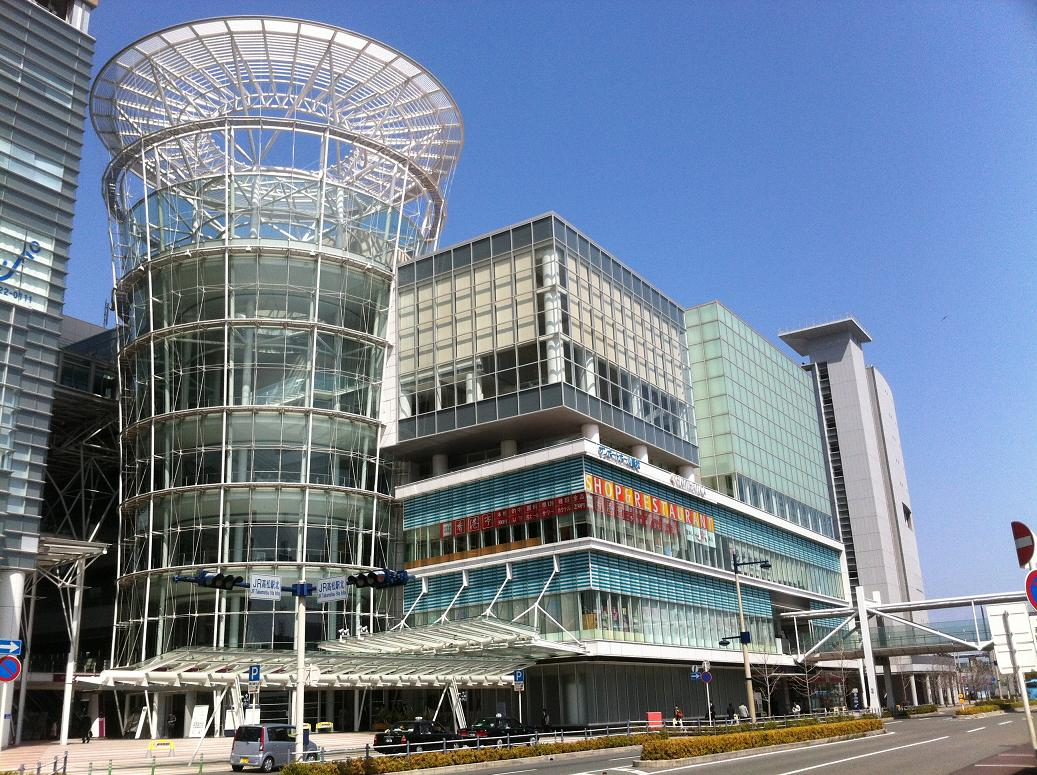
ホール棟

## 交通アクセス
- JR四国 高松駅下車。
- 高松琴平電気鉄道 高松築港駅下車。